# Hecatera bicolorata
Hecatera bicolorata es una especie de lepidóptero de la familia  Noctuidae. Se distribuye por Europa y también se encuentra en Turquía, Irán, Israel, Líbano, Siria, Kirguistán, Tayikistán, oeste de Siberia y China.
Tiene una envergadura de 28 a 35 mm; las especies son distintivas, las alas anteriores son blancas marcadas con una banda ancha de color marrón oscuro. Las alas posteriores son de color gris con franjas de color negruzco. Esta especie vuela en la noche de junio a agosto y se siente atraída por la luz y diversas flores.
La larva es de color marrón o verde oscuro con un largo diamante en el dorso. Se alimenta de las flores y capullos de diversas flores amarillas de la familia Asteraceae como Crepis, Hieracium y Sonchus. La especie pasa el invierno como pupa.

## Galería

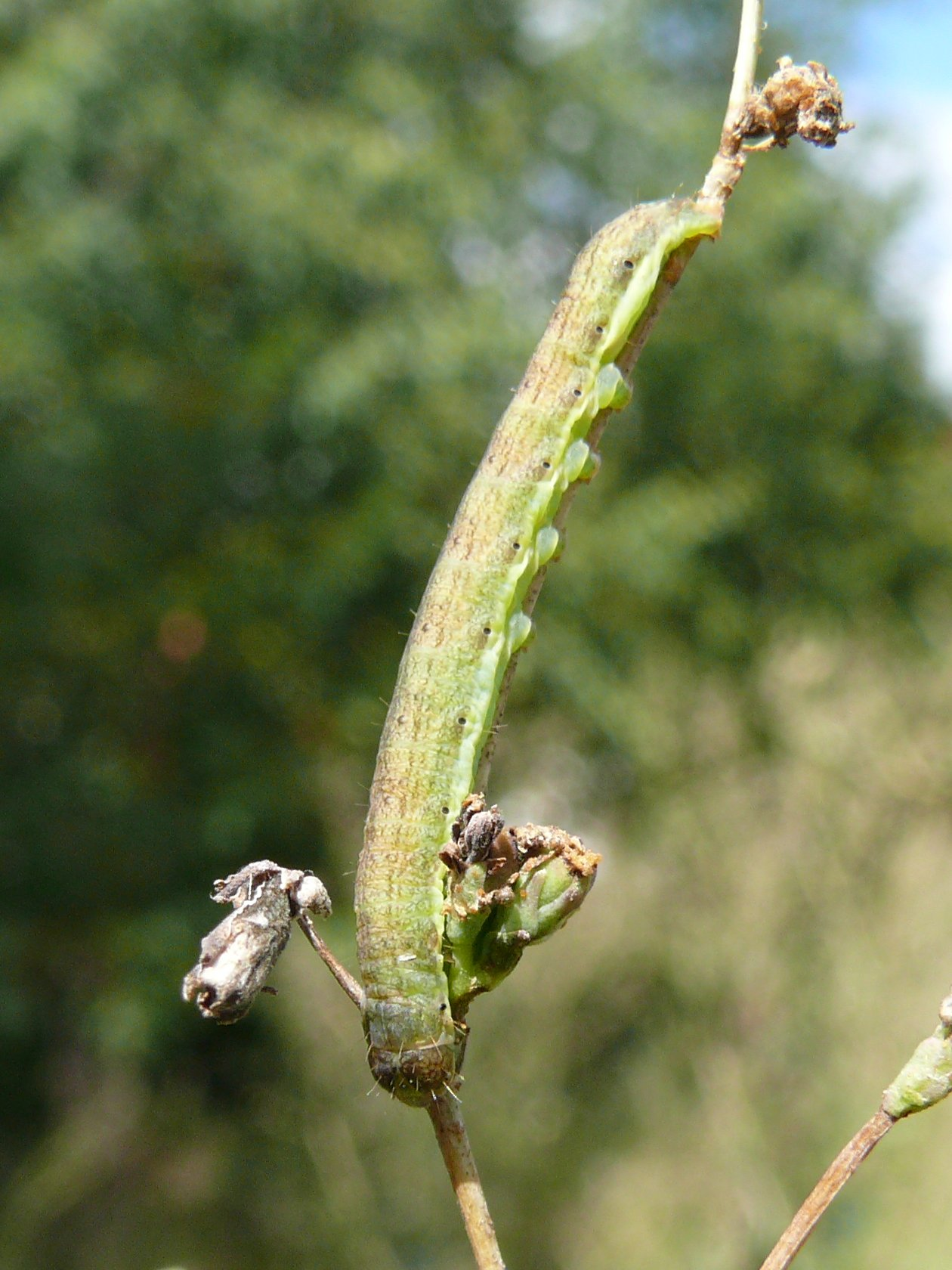
Oruga
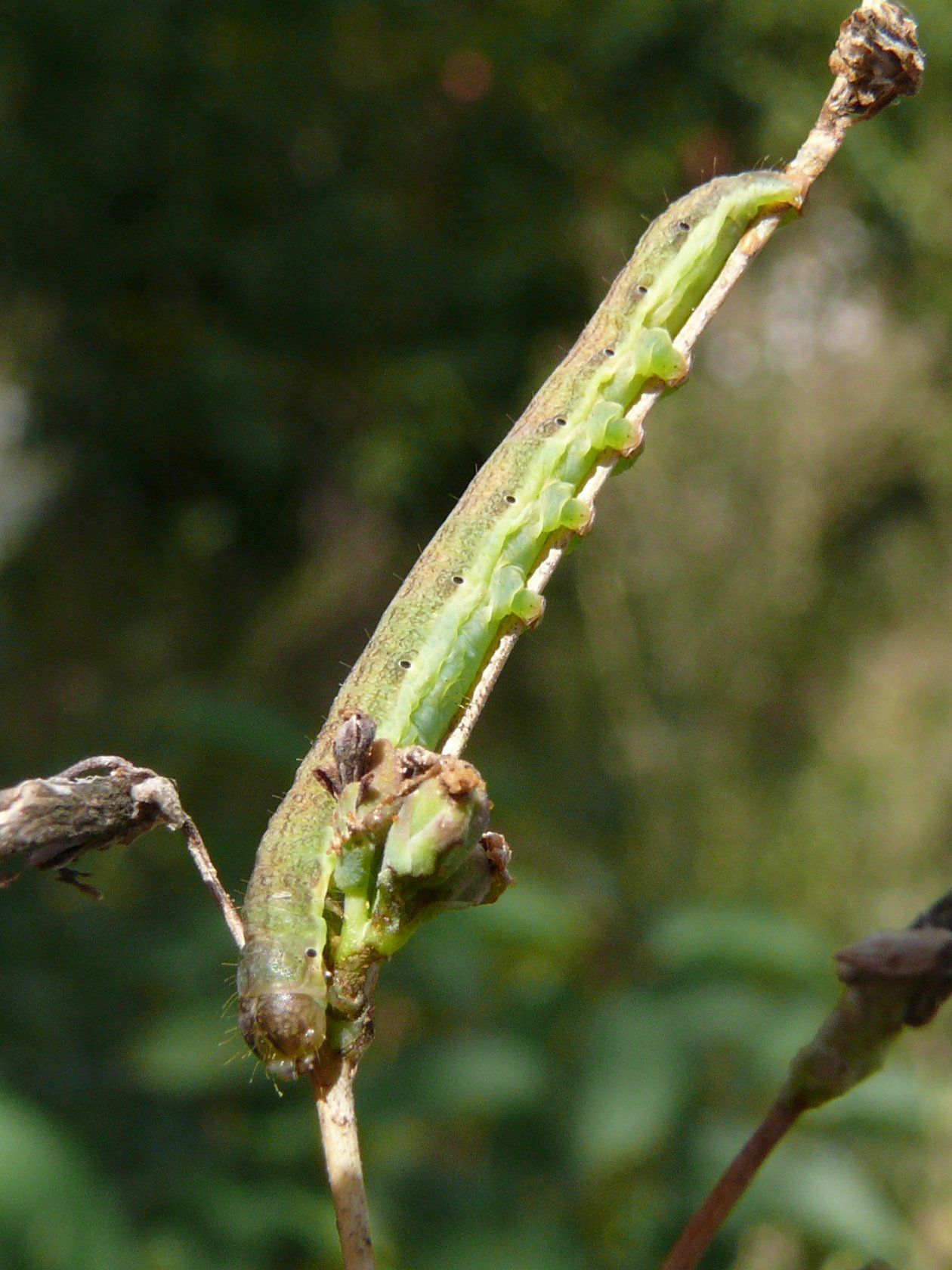
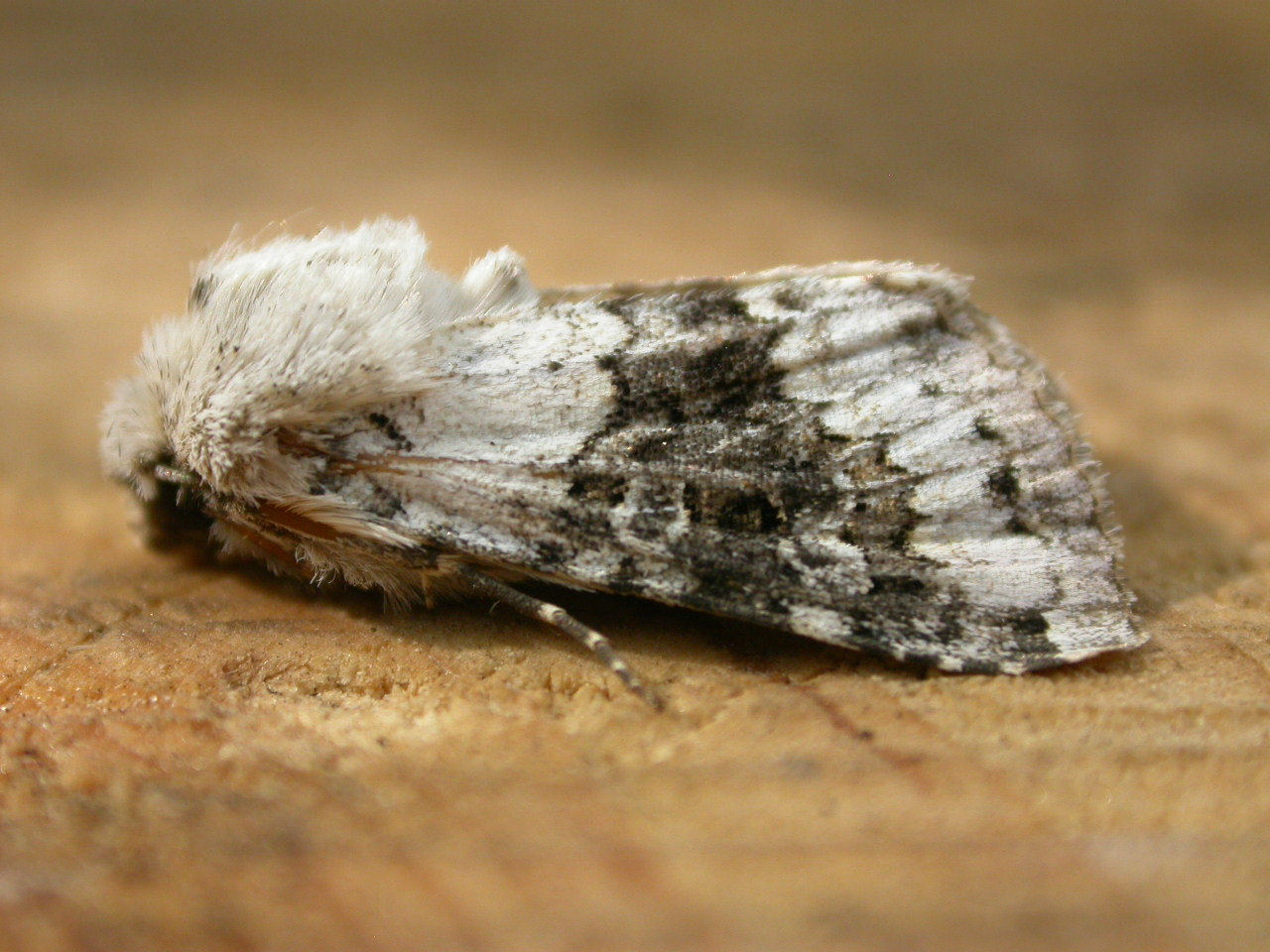